# باتشي (شوكولاتة)
باتشي (بالإنجليزية: Patchi)‏ هي ماركة للشوكلاته من لبنان. أسسها نزار شقير ولها ما يزيد على 140 محلا في 35 دولة.ولباتشي نمطها الخاص، وهي أقرب لنمط الشوكولاته السويسرية والبلجيكية. وتشمل قائمة باتشي أكثر من 40 صنفا من الشوكولاته المحتوية على الجوز، الفستق والبندق مع الحليب أو الشوكولاته الغامقة.

## معرض صور

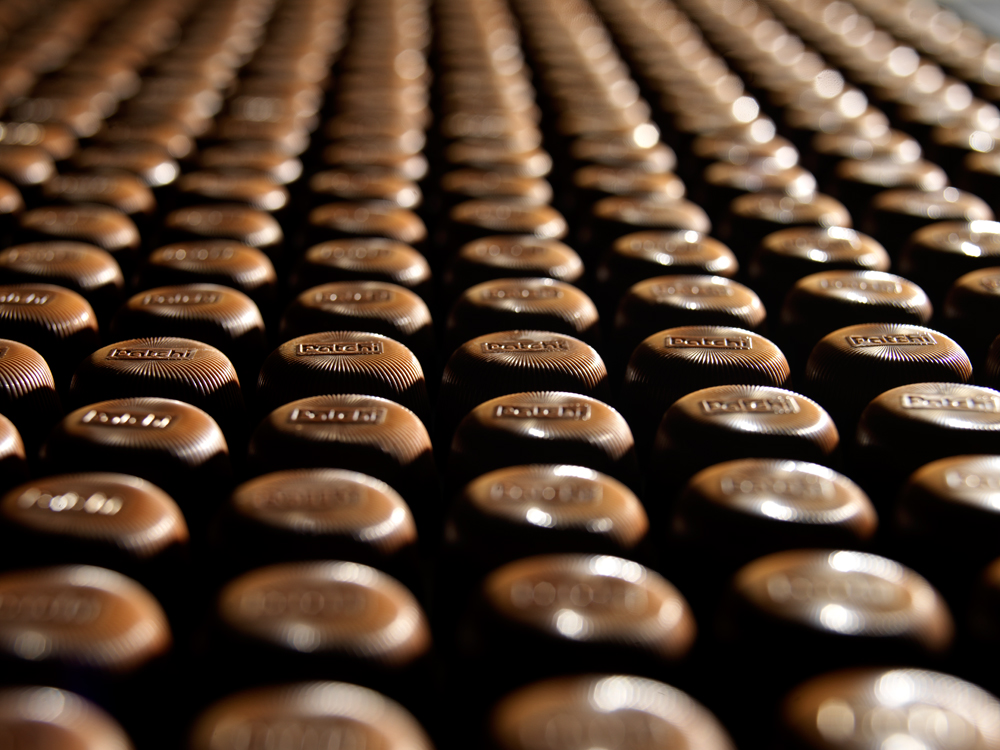
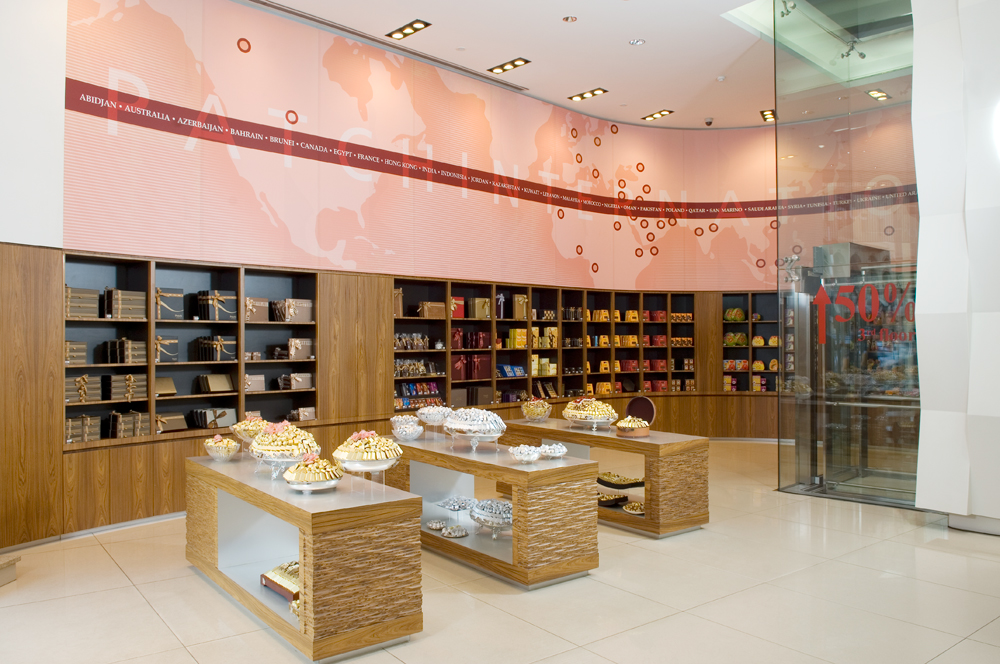
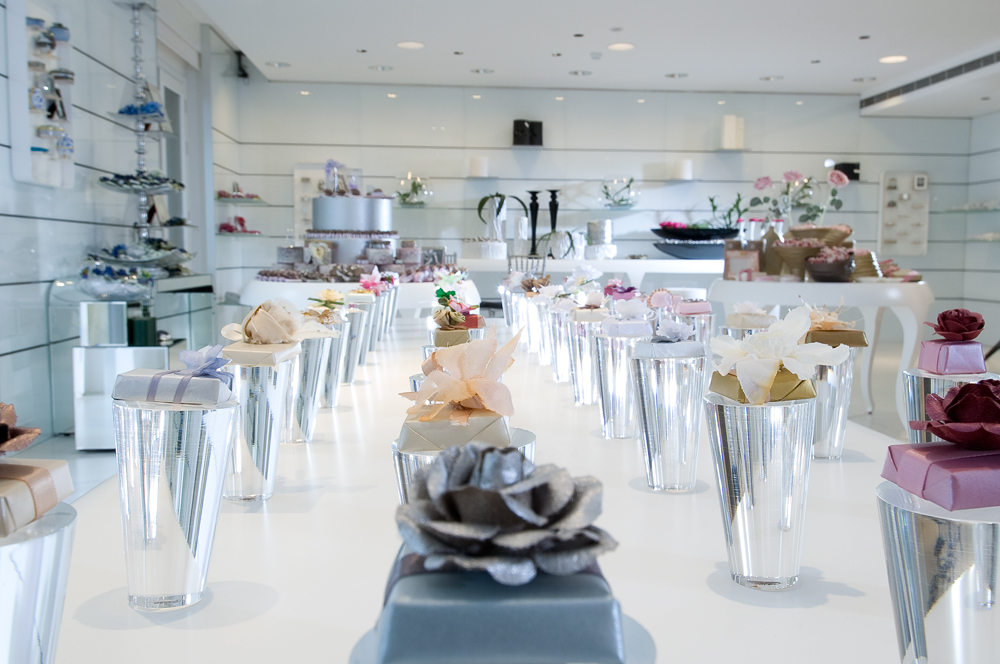